# Rio Ocoí
O rio Ocoí é um curso de água que banha o estado do Paraná. Este sistema aquático não recebe descarga de atividades urbano-industriais em suas águas, sendo marcado pela presença de atividades de pecuária e agricultura.